# 蚌埠滁陽戰鬥
蚌埠滁陽戰鬥發生於1939年11月29日至隔年2月15日，地點則是在中國蘇北一帶。該戰鬥是抗日戰爭蘇魯戰區游擊戰一連串戰鬥的總稱之一，交戰一方為中華民國國民革命軍，另一方則為日軍。在此游擊戰期間，日軍陣亡人數達千人以上，國軍所屬游擊隊亦有傷亡不明的高人員損失。